# Ecorregión marina Río Grande del Sur
La ecorregión marina Río Grande del Sur (181) es una georregión ecológica situada en el sudeste de América del Sur. Se la incluye en la provincia marina Atlántico sur templado – cálido de la ecozona oceánica de América del Sur templada (en inglés Temperate South America).

## Distribución
Se distribuye de manera exclusiva junto al litoral marítimo austral de Brasil, en aguas del océano Atlántico sudoccidental.